# Goleniów
Goleniów (in tedesco Gollnow) è un comune urbano-rurale polacco del distretto di Goleniów, nel voivodato della Pomerania Occidentale.
Ricopre una superficie di 443,06 km² e nel 2005 contava 32 654 abitanti.